# 道井直次
道井直次（みちい なおつぐ、1925年9月30日-2002年5月12日）は、演出家、児童劇作家。

## 経歴
1925年（大正14年）、大阪府生まれ。1943年（昭和18年）、大阪市立扇町商業学校卒業後、大阪外事専門学校に入学。1946年（昭和21年）、京都帝国大学文学部イタリア文学科入学後、中退。
複数の劇団に所属後、関西芸術座を創立し、取締役に就任。大阪府民劇場賞奨励賞、日本児童演劇協会賞、東京都優秀児童演劇選定優秀賞受賞。
2002年5月12日、急性心筋梗塞のため大阪府四条畷市の病院で死去、76歳。

## 著書
- 『未来をひらく演劇 こどもと母親と教師のために』汐文社 1976
- 『たちあがれ,ピノッキオくん!』たまいいずみ絵 文理閣 1977
- 『演劇をすべての人のために 演劇の創造と普及』文理閣 1981
- 『翔る趨る喋る 東奔西走演劇紀行』文理閣 1981
- 『こころとからだのレッスン』ささら書房 ささらカルチャーブックス 1985

編纂
- 藤本義一,秋葉英則『子育てを考えるときに読む本』編 ささら書房 1988

翻訳
- アルマン・サラクルー『怒りの夜』鎌田博夫共訳 未来社 てすぴす叢書 1953